# Daït Afourgah
Daït ou Dayet Afourgah est un lac permanent situé à 1380 m d’altitude, eutrophe situé à 1380 m d’altitude, alcalin et peu profond (9 m).

## Présentation
Sa superficie a été estimée en 1978 à 24 ha. Actuellement, la zone humide occupe une superficie de 12 ha, variable selon les années et les saisons, il est essentiellement alimenté par la fonte des neiges et les eaux de ruissellement. Le lac est entouré par une prairie humide très rase et par des massifs de chênes verts (Quercus rotundifolia). Les vases ou galets des rives du lac sont temporairement exposés à une fluctuation du niveau d'eau.
La végétation submergée est constituée de renoncules (Ranunculus millifoliatus), de renouées (Polygonum amphibium) et de Myriophyllum spicatum. La végétation émergente est très dégradée, elle est représentée par des petits ilots de Typhas (Typha sp) et de Phragmites (Phragmites communis).
À la suite des coupes abusives et sauvages de la végétation aquatique ainsi qu'au dérangement excessif causé par les nomades, plusieurs espèces d'oiseaux nidificatrices ont disparu de la région comme le blongios nain, le héron pourpré et le bihoreau gris. Quant aux poissons, on peut y trouver le brochet européen, la carpe commune, la rotengle et la gambusie.

## Situation
LATITUDE: 33° 36' 50.24 N
LONGITUDE: 4° 52' 41.62 0